# Liste des conseillers départementaux des Pyrénées-Orientales
Pour un article plus général, voir Conseil départemental des Pyrénées-Orientales.
Cet article présente la composition du Conseil départemental des Pyrénées-Orientales ainsi que ses élus à partir de 2015. Pour les élus des mandatures précédentes, voir Liste des conseillers généraux des Pyrénées-Orientales.

## Composition du conseil départemental desPyrénées-Orientales(34 sièges)

### Mandature 2015-2021

Carte des cantons à l'issue des élections départementales de 2015

| Parti                                | Sigle | Sigle | Élus |
| ------------------------------------ | ----- | ----- | ---- |
| Majorité (22 sièges)                 |       |       |      |
| Parti socialiste                     |       | PS    | 14   |
| Parti communiste français            |       | PCF   | 5    |
| Parti radical de gauche              |       | PRG   | 1    |
| Sans étiquette                       |       | SE    | 2    |
| Opposition (12 sièges)               |       |       |      |
| Union pour un mouvement populaire    |       | UMP   | 9    |
| Union des démocrates et indépendants |       | UDI   | 3    |
| Présidente du conseil départemental  |       |       |      |
| Hermeline Malherbe (PS)              |       |       |      |

## Liste des conseillers départementaux
| Canton                 | Conseillers départementaux  | Parti | Parti | Autres mandats ou fonctions                                                                   |
| ---------------------- | --------------------------- | ----- | ----- | --------------------------------------------------------------------------------------------- |
| Les Aspres             | René Olive                  |       | PS    | Maire de Thuir, président de la Communauté de communes des Aspres                             |
| Les Aspres             | Édith Pugnet                |       | PCF   | Adjointe au maire de Cabestany                                                                |
| Le Canigou             | Ségolène Neuville           |       | PS    | Ancienne Secrétaire d’État chargé des Personnes handicapées et de la lutte contre l’exclusion |
| Le Canigou             | Alexandre Reynal            |       | PS    | Conseiller municipal d'Amélie-les-Bains-Palalda                                               |
| La Côte sableuse       | Armande Barrère             |       | LR    | Adjointe au maire de Canet-en-Roussillon                                                      |
| La Côte sableuse       | Thierry Del Poso            |       | LR    | Maire de Saint-Cyprien Président de la Communauté de communes Sud Roussillon                  |
| La Côte salanquaise    | Madeleine Garcia-Vidal      |       | DVG   | Maire de Saint-Hippolyte                                                                      |
| La Côte salanquaise    | René Martinez               |       | DVG   | Conseiller municipal de Pia                                                                   |
| La Côte Vermeille      | Michel Moly                 |       | PS    | 1er vice-président du Conseil                                                                 |
| La Côte Vermeille      | Marina Parra-Joly           |       | PS    |                                                                                               |
| Perpignan-1            | Annabelle Brunet            |       | UDI   |                                                                                               |
| Perpignan-1            | Richard Puly-Belli          |       | LR    |                                                                                               |
| Perpignan-2            | Joëlle Anglade              |       | ex-LR | Conseillère municipale de Perpignan                                                           |
| Perpignan-2            | Jean Sol                    |       | LR    | Sénateur                                                                                      |
| Perpignan-3            | Françoise Fiter             |       | PCF   |                                                                                               |
| Perpignan-3            | Rémi Lacapère               |       | PCF   |                                                                                               |
| Canton de Perpignan-4  | Isabelle de Noëll-Marchesan |       | LR    |                                                                                               |
| Canton de Perpignan-4  | Romain Grau                 |       | LREM  | Député                                                                                        |
| Perpignan-5            | Toussainte Calabrèse        |       | PS    |                                                                                               |
| Perpignan-5            | Jean-Louis Chambon          |       | ex-PS | Maire de Canohès                                                                              |
| Perpignan-6            | Hermeline Malherbe          |       | PS    | Présidente du conseil départemental,                                                          |
| Perpignan-6            | Jean Roque                  |       | PS    | Conseiller municipal de Toulouges                                                             |
| La Plaine d'Illibéris  | Nicolas Garcia              |       | PCF   | Maire d'Elne                                                                                  |
| La Plaine d'Illibéris  | Marie-Pierre Sadourny       |       | PS    | Adjointe au maire de Ortaffa                                                                  |
| Les Pyrénées catalanes | Pierre Bataille             |       | Agir  | Maire de Fontrabiouse                                                                         |
| Les Pyrénées catalanes | Hélène Josende              |       | ex-LR |                                                                                               |
| Le Ribéral             | Nathalie Piqué              |       | UDI   | Adjointe au maire de Pézilla-la-Rivière                                                       |
| Le Ribéral             | Robert Vila                 |       | LR    | Maire de Saint-Estève Président de Perpignan Méditerranée Métropole                           |
| La Vallée de l'Agly    | Lola Beuze                  |       | PCF   |                                                                                               |
| La Vallée de l'Agly    | Charles Chivilo             |       | PRG   | Maire de Maury Président de la Communauté de communes Agly Fenouillèdes                       |
| La Vallée de la Têt    | Damienne Beffara            |       | PS    | Conseillère municipale de Millas                                                              |
| La Vallée de la Têt    | Robert Olive                |       | PS    | Maire de Saint-Féliu-d'Amont président de la communauté de communes de Roussillon Conflent    |
| Vallespir-Albères      | Robert Garrabé              |       | PS    | Maire de Saint-Jean-Pla-de-Corts                                                              |
| Vallespir-Albères      | Martine Rolland             |       | PS    |                                                                                               |